# Nackte Singularität
Eine nackte Singularität ist in der allgemeinen Relativitätstheorie (ART) eine gravitative Singularität, also ein hypothetischer Punkt der Raumzeit mit unendlicher Krümmung, die aber im Unterschied zu einem Schwarzen Loch nicht von einem Ereignishorizont umgeben ist. Die Existenz solcher Singularitäten würde bedeuten, dass es möglich wäre, einen perfekten Gravitationskollaps von außen zu beobachten, auch in Bereichen, in denen die Lösungen mathematisch nach den klassischen Gleichungen der ART nicht mehr definiert sind.
Stephen Hawking und Roger Penrose hatten Ende der 1960er Jahre unter sehr allgemeinen Voraussetzungen gezeigt, dass in der Allgemeinen Relativitätstheorie grundsätzlich mit Singularitäten zu rechnen ist und diese nicht vermieden werden können (Singularitäten-Theorem).

## Hauptteil
Die Frage, ob nackte Singularitäten auch in der Natur vorkommen, wird unter anderem von Roger Penrose in der Annahme eines Noumenons, welches er kosmische Zensur (Cosmic Censorship) nennt, verneint. Die Cosmic-Censorship-Hypothese von Penrose wurde von vielen Astrophysikern unterstützt, wie John Archibald Wheeler und Stephen Hawking. Andere, wie Kip Thorne, hielten die Möglichkeit der Bildung nackter Singularitäten zum Beispiel bei stark nicht-sphärischem Kollaps für möglich. Thorne studierte Anfang der 1970er Jahre den (unphysikalischen) Fall des Gravitationskollapses eines unendlich in Längsrichtung ausgedehnten nicht rotierenden dünnen Zylinders und fand, dass sich keine Ereignishorizonte ausbilden. Computersimulationen des Gravitationskollapses von Massenverteilungen in Form eines verlängerten Sphäroids durch Stuart L. Shapiro und Saul Teukolsky deuteten ebenfalls auf die Möglichkeit nackter Singularitäten (obwohl die Simulationen das nicht beweisen können, sie zeigten nur, dass sich kein scheinbarer Horizont bildete). Thorne formulierte 1972 das Ringkriterium als Schranke für das Ausmaß an Anisotropie beim Kollaps, bei dem noch Schwarze Löcher entstehen und keine nackten Singularitäten (Hoop Conjecture).
Die Cosmic-Censorship-Hypothese lässt sich auch noch mathematisch präziser fassen.

## Wette von Hawking, Thorne und Preskill und vorläufige Auflösung durch die Ergebnisse von Mathematikern
Hawking ging 1991 mit Thorne und John Preskill eine Wette ein, ob nackte Singularitäten in der ART auftreten können. Ausgeschlossen waren dabei Quanteneffekte. Hawking, der den Standpunkt vertrat, dass in der ART keine nackten Singularitäten existieren, gab selbst wenige Monate nach Schließen der Wette zu, dass möglicherweise beim Verdampfen Schwarzer Löcher nackte Singularitäten zurückbleiben könnten, sah das aber für die Wette nicht als relevant an, da es Quanteneffekte und nicht die Entstehung innerhalb der klassischen ART betraf. Nachdem 1993 von Matthew Choptuik die Möglichkeit nackter Singularitäten mit skalarer Materie gezeigt wurde (allerdings für „nicht-generische“ Anfangsbedingungen) gab Hawking den Verlust der Wette zu, sie wurde aber 1997 unter Einschränkung auf generische Anfangsbedingungen erneuert. Etwa gleichzeitig mit Choptuik zeigte Demetrios Christodoulou mathematisch, dass sich im Rahmen der Allgemeinen Relativitätstheorie nackte Singularitäten im Gravitationskollaps mit Skalarfeldern bilden können (1992, veröffentlicht 1994), er zeigte aber kurz darauf auch, dass diese instabil sind.

## Rotierende Schwarze Löcher und Gedankenexperimente
Im Fall der von der Kerr-Metrik beschriebenen rotierenden Schwarzen Löchern würde bei genügend hoher Rotation ({\displaystyle a\geq M} mit dem Kerr-Parameter {\displaystyle a={\frac {J}{M}}}, der proportional zum Drehimpuls {\displaystyle J} ist) der Ereignishorizont „aufreißen“ und damit Cosmic Censorship verletzt werden. Neuere Computersimulationen von 2009 lassen vermuten, dass Schwarze Löcher ihren Ereignishorizont sogar im Falle einer ultrarelativistischen Kollision mit einem anderen Schwarzen Loch beibehalten würden und der Grenzwert {\displaystyle a=M} nicht erreicht würde, auch wenn man ihm sehr nahekommt. Thorne selbst sah 1994 durch eine Arbeit von Werner Israel zum dritten Hauptsatz der Dynamik Schwarzer Löcher sichergestellt, dass der Grenzwert unerreichbar ist. Dieser besagt analog zum Dritten Hauptsatz der Thermodynamik, dass durch keinen physikalischen Prozess die Oberflächengravitation des Schwarzen Lochs, die der Hawking-Temperatur entspricht, auf null reduziert werden kann (das Verschwinden entspräche bei der Kerr-Lösung {\displaystyle a=M}).
Argumente, die die Cosmic-Censorship-Hypothese stützen, sind die Stabilität der Schwarzschild-Lösung und Kerr-Lösung gegen kleine lineare Störungen und Gedankenexperimente mit extremalen Schwarzen Löchern. Diese sind bei geladenen, rotierenden Schwarzen Löchern (Kerr-Newman-Metrik) durch {\displaystyle M^{2}=Q^{2}+a^{2}} ({\displaystyle a={\frac {J}{M}}} wie oben) definiert. Wird die rechte Seite größer als die linke, gibt es keine Schwarzen Löcher als stationäre Lösungen der zugehörigen Gleichungen, was vermutlich nackte Singularitäten zur Folge hätte. Es ist nicht möglich, mit kleinen Testteilchen Ladung oder Drehimpuls auf das extremale Schwarze Loch zu übertragen, wie Robert Wald 1974 zeigte und wie auch verschiedene neue Analysen derartiger Gedankenexperimente ergaben. Geht man allerdings nicht von einem extremalen Schwarzen Loch aus (in der Reissner-Nordström-Lösung), sondern einem, das diesem beliebig nahe kommt, fand Veronika Hubeny 1998 doch eine Möglichkeit, die Schranke mit einem geladenen Testteilchen zu überwinden. Das zeigte, dass auch dieses einfache Testmodell für Cosmic Censorship noch nicht vollständig geklärt war.

## Beobachtungen
Es gibt keine astronomischen Hinweise auf die Existenz nackter Singularitäten. Bei George F. R. Ellis sind sie allerdings Bestandteil seines alternativen physikalischen Weltbilds, und nach dem Standardmodell der Kosmologie kann der Urknall als eine nackte Singularität aufgefasst werden. Hier und auch bei Betrachtung anderer nackter Singularitäten würden Fragen der Quantengravitation eine Rolle spielen, die über die ART hinausgehen.
Astrophysiker schlugen eine Unterscheidung gewöhnlicher schwarzer Löcher von schnell rotierenden nackten Singularitäten durch deren Gravitationslinseneffekt vor. Andere Vorschläge betrafen das Präzessions-Verhalten einfallender Materie in den stark verzerrten Raumzeiten in der näheren Umgebung der kompakten Objekte oder die Rotverschiebung von am Rand durchlaufenden Photonen.

## Starke Cosmic-Censorship-Hypothese
Es gibt neben der oben behandelten schwachen Cosmic-Censorship-Hypothese, dass die Singularitäten der ART von Ereignishorizonten eingeschlossen sind, auch noch eine starke Cosmic-Censorship-Hypothese. Sie schließt generell zeitartige Singularitäten aus: Auch ein Beobachter, der in das Schwarze Loch fällt, wird die Singularität der Hypothese nach niemals „sehen“.

## Cosmic Censorship in höheren Dimensionen und anderen Raumzeitgeometrien, Zusammenhang mit Weak Gravity Conjecture
2010 fanden Frans Pretorius und Luis Lehner einen Mechanismus (Black Strings) zur Erzeugung nackter Singularitäten in fünf oder mehr Dimensionen.
2017 konnten Toby Crisford und Jorge Santos die Cosmic-Censorship-Hypothese durch Simulation der Einstein-Maxwell-Gleichungen im vierdimensionalen Anti-de-Sitter-Raum (also einer anderen Raumzeit-Geometrie als in unserem Universum) mit einer anderen Hypothese verknüpfen, nämlich der, dass die Gravitation stets die schwächste der fundamentalen Wechselwirkungen sei (Weak gravity conjecture von Cumrun Vafa, Nima Arkani-Hamed, Lubos Motl, Alberto Nicolis, 2006). Sie fanden ein Gegenbeispiel zur schwachen Cosmic-Censorship-Hypothese, wobei diese wieder gültig ist, falls die Gravitation relativ zu den anderen Wechselwirkungen (in diesem Modellfall Elektromagnetismus) so eingestellt wird, dass sie am schwächsten ist. Das würde nach Ansicht zum Beispiel von Nima Arkani-Hamed und Gary Horowitz auch ein Argument für eine Theorie der Quantengravitation sein, in der die Gravitation auf gleicher Stufe wie die anderen Wechselwirkungen behandelt wird wie in der Stringtheorie, anders als in der Schleifenquantengravitation.

## Sonstiges
Tsvi Piran und Amos Ori zeigten 1990, dass nackte Singularitäten generisch im Gravitationskollaps von Materie modelliert perfekte, barotrope Flüssigkeiten sind.